# Zespół pseudo-TORCH
Zespół pseudo-TORCH (ang. pseudo-TORCH syndrome, the microcephaly-intracranial calcification syndrome, MICS, zespół Baraitsera-Reardona) – rzadki zespół wad wrodzonych charakteryzujący się objawami podobnymi do zespołu TORCH, jednak bez wykrytego czynnika zakaźnego. Choroba ta jest obecnie uznawana przez większość naukowców za kliniczny obraz zespołu Aicardiego-Goutièresa.

## Genetyka
Obecnie sposób dziedziczenia choroby nie jest w pełni potwierdzony. Zespół ten często uważany jest za zbiorczy zespół kliniczny, w którym występować mogą różne czynniki etiologiczne. Jednak w wypadku znacznej większości przypadków sugerowane jest dziedziczenie autosomalne recesywne, w szczególności jeśli potwierdzą się przypuszczenia dotyczące przynależności większości przypadków tej choroby do zespołu Aicardiego-Goutièresa.

## Objawy
- mikrocefalia (oraz bardzo często niedorozwój niektórych struktur mózgowia a także wodogłowie),
- zwapnienia wewnątrzczaszkowe,
- spastyczność,
- napady padaczkowe,
- opóźniony rozwój (brak osiągania kolejnych "kamieni milowych" rozwoju);

Objawy rzadsze:
- chorioretinopatia,
- żółtaczka i hiperbilirubinemia
- trombocytopenia,
- hepatomegalia,
- splenomegalia,
- zmętnienia ciała szklistego,
- hipoplazja nerwu wzrokowego,
- zaburzenia w rozkładzie barwnika w oku.

## Rokowanie
Rokowanie w zespole pseudo-TORCH jest bardzo różne i zależy głównie od nasilenia objawów mózgowych, jak i okresu w którym pojawią się pierwsze objawy. Może to być cały wachlarz ostatecznych skutków dla pacjenta, począwszy od średniego stopnia upośledzenia umysłowego, aż do śmierci w okresie niemowlęcym.

## Różnicowanie
- zespół TORCH
- zespół Aicardiego-Goutièresa (z wcześniej wspomnianymi uwagami dotyczącymi klasyfikacji obu chorób),
- zespół Høyeraala-Hreidarssona